# Przerośl Gołdapska
Przerośl Gołdapska (deutsch Präroszlehnen) ist ein kleines Dorf in der polnischen Woiwodschaft Ermland-Masuren. Es liegt im Kreis Gołdap (Goldap) und gehört zur Landgemeinde Dubeninki (Dubeningken, 1938 bis 1945 Dubeningen).

## Geographie
Przerośl Gołdapska liegt am Ostufer des Loyer Sees (1938 bis 1945: Loier See, polnisch: Jezioro Prerośl) am Südrand der Rominter Heide (Puszcza Romincka) und nur 1 Kilometer von der Grenze zur Woiwodschaft Podlachien entfernt.

## Geschichte
Bereits vor 1539 wurde das damalige Prirosle gegründet, das 1565 Prirosla, 1727 Preroschlen, nach 1818 Präroschlehnen, nach 1871 Preroszlehnen und bis 1938 Präloszlehnen hieß. Im Jahre 1874 wurde es in den neu errichteten Amtsbezirk Loyen (polnisch: Łoje) eingegliedert, der – 1939 in „Amtsbezirk Loien“ umbenannt – bis 1945 zum Kreis Goldap im Regierungsbezirk Gumbinnen der preußischen Provinz Ostpreußen gehörte.
Im Jahr 1910 waren in Präroszlehnen 147 Einwohner gemeldet. Ihre Zahl stieg bis 1933 auf 158 und belief sich 1939 noch auf 128.
Am 17. September 1935 wurde Präroszlehnen in „Jägersee“ umbenannt. Zehn Jahre später kam das Dorf in Kriegsfolge zu Polen und erhielt die polnische Bezeichnung „Przerośl Gołdapska“. Przerośl Gołdapska ist ein mit einem Schulzenamt (sołectwo) versehener Ortsteil der Gmina Dubeninki im Powiat Gołdapski, die bis 1998 zur Woiwodschaft Suwałki gehörte und seitdem in die Woiwodschaft Ermland-Masuren eingegliedert ist.

## Religionen
Die vor 1945 fast ausnahmslos evangelische Bevölkerung Präroszlehnens bzw. Jägersees war in das Kirchspiel der Kirche Dubeningken eingepfarrt, die zum Kirchenkreis Goldap in der Kirchenprovinz Ostpreußen der Kirche der Altpreußischen Union gehörte. Die wenigen Katholiken gehörten zur Pfarrkirche in Goldap im Bistum Ermland. 
Das Verhältnis der Konfessionen hat sich in Przerośl Gołdapska gewandelt: den mehrheitlich katholischen Kirchengliedern dient die ehemals evangelische Kirche in Dubeninki jetzt als ihre Pfarrkirche, die zum Dekanat Filipów im Bistum Ełk (Lyck) der Katholischen Kirche in Polen gehört. Die geringe Zahl der evangelischen Einwohner gehört zur Kirchengemeinde Gołdap, die eine Filialgemeinde von Suwałki in der Diözese Masuren der Evangelisch-Augsburgischen Kirche in Polen ist.

## Verkehr
Przerośl Gołdapska liegt an einer Nebenstraße, die die beiden Woiwodschaften Ermland-Masuren (Powiat Gołdapski) und Podlachien (Powiat Suwałki) verbindet und gleichzeitig ein Bindeglied darstellt zwischen den Woiwodschaftsstraßen DW 651 und DW 652. 
Ein Bahnanschluss existiert nicht mehr, seit die auch „Kaiserbahn“ genannte Bahnstrecke Goldap–Szittkehmen (Wehrkirchen) mit der Bahnstation Dubeningken/Dubeninki außer Betrieb genommen ist.